# 嘉湖南
嘉湖南（英語：Kingswood South，代號：M22）是香港元朗區議會下轄的選區，1994年設立，1999年採用現名，2023年取消，末任區議員為民主黨成員吳玉英。

## 範圍
選區位於天水圍新市鎮中部，包括嘉湖山莊樂湖居、賞湖居、翠湖居，與其相連的選區有天盛、屏山北、瑞愛、瑞華、頌華、頌栢、嘉湖北、慈祐和耀祐。由於嘉湖山莊落成後有大量人口遷入，因此選舉事務處1998年將原有嘉湖選區依其位置而劃為嘉湖南、嘉湖北選區。投票站因應人口分佈而設有兩個，分別位於裘錦秋中學 (元朗)及天水圍官立小學。

## 沿革
1993年港督彭定康推行政改方案，區議會全面實行單議席單票制，取消所有委任議席及雙議席選區，改由選區分界及選舉事務委員會制定區議會選區，選區數目配合人口改變而大幅增加，因應嘉湖山莊首三期（樂湖居、賞湖居、翠湖居）入伙，設有嘉湖選區應付區內發展，當中包括天水圍其他發展中的範圍。
1994年區議會選舉，由當時的委任議員湛家雄得到906票打敗民主建港聯盟旗號的李月民449票，成為民選區議員。
1999年區議會選舉，因應嘉湖山莊其餘部份入伙，原有嘉湖山莊首三期、商業設施及天水圍公園劃為嘉湖南選區範圍，而較後入伙的麗湖居、美湖居和景湖居全部樓宇則將劃入嘉湖北選區，湛家雄及民建聯的李月民分別出選嘉湖南、嘉湖北選區，湛家雄由於未有其他候選人而在嘉湖南自動當選。連同李月民於嘉湖北選區勝出，湛李二人從此佔據嘉湖山莊的兩個議席。
2003年區議會選舉，選舉事務處將原屬於本選區的天華路以北範圍改劃為多個選區，嘉湖南有所縮小，湛家雄在未有對手之下，再次自動當選。
2007年區議會選舉，嘉湖銀座及嘉湖海逸酒店由嘉湖南劃入嘉湖北範圍之內，尋求連任的湛家雄再度參選，遇上民主陣線派出張國慶挑戰，最終湛家雄以2,403票擊敗對手張國慶的625票。
2011年區議會選舉，位於翠湖居附近的栢慧豪園入伙，有關範圍劃入新設立的頌栢選區，但由於未有對手參選，湛家雄再次自動當選，湛氏其後加入由林大輝籌組的社區18。
2015年區議會選舉，尋求連任的湛家雄再度參選，對手是民主黨成員吳玉英，最終湛家雄以2,191票擊敗取得1,724票的吳玉英，再次成功連任。
2019年區議會選舉，因應嘉湖北人口長期高於法定上限，2018年選區劃界諮詢中，曾計劃將麗湖居第1-3座劃到本區，但基於破壞當中的社區連繫，大量居民反對之下，兩區維持不變。湛家雄競逐連任，民主黨吳玉英亦再次參選。最終吳玉英以3,882票擊敗取得3,159票的湛家雄，連任失敗，結束其二十八年區議員生涯。2021年7月13日，吳玉英宣佈辭去區議員職務。

## 歷屆議員
| 屆別                  | 議員   | 政治聯繫 | 政治聯繫 |
| --------------------- | ------ | -------- | -------- |
| 1994年－1999年        | 湛家雄 |          | 無黨籍   |
| 2000年－2003年        | 湛家雄 |          | 無黨籍   |
| 2004年－2007年        | 湛家雄 |          | 無黨籍   |
| 2008年－2011年        | 湛家雄 |          | 無黨籍   |
| 2012年－2015年        | 湛家雄 |          | 無黨籍   |
| 2016年－2019年        | 湛家雄 |          | 無黨籍   |
| 2020年－2021年7月12日 | 吳玉英 |          | 民主黨   |
| 2021年7月13日－2023年 | 懸空   | 懸空     | 懸空     |

## 歷屆選舉結果
| 政党   | 政党   | 候选人    | 票数  | %     | ±      |
| ------ | ------ | --------- | ----- | ----- | ------ |
|        | 獨立   | ①. 湛家雄 | 3,159 | 44.87 | ▼11.09 |
|        | 民主黨 | ②. 吳玉英 | 3,882 | 55.13 | ▲11.09 |
| 多数票 | 多数票 | 多数票    | 723   | 10.27 | ▼1.66  |

| 政党   | 政党   | 候选人    | 票数  | %     | ±      |
| ------ | ------ | --------- | ----- | ----- | ------ |
|        | 民主黨 | ①. 吳玉英 | 1,724 | 44.04 | 不適用 |
|        | 獨立   | ②. 湛家雄 | 2,191 | 55.96 | 不適用 |
| 多数票 | 多数票 | 多数票    | 467   | 11.93 | 不適用 |

| 政党   | 政党   | 候选人 | 票数     | %      | ±      |
| ------ | ------ | ------ | -------- | ------ | ------ |
|        | 獨立   | 湛家雄 | 自動當選 | 不適用 | 不適用 |
| 多数票 | 多数票 | 多数票 | 不適用   | 不適用 | 不適用 |

| 政党   | 政党     | 候选人    | 票数  | %     | ±      |
| ------ | -------- | --------- | ----- | ----- | ------ |
|        | 民主陣線 | ①. 張國慶 | 625   | 20.64 | 不適用 |
|        | 獨立     | ②. 湛家雄 | 2,403 | 79.36 | 不適用 |
| 多数票 | 多数票   | 多数票    | 1,778‬ | 58.72 | 不適用 |

| 政党   | 政党   | 候选人    | 票数     | %      | ±      |
| ------ | ------ | --------- | -------- | ------ | ------ |
|        | 獨立   | ①. 湛家雄 | 自動當選 | /      | /      |
| 多数票 | 多数票 | 多数票    | 不適用‬   | 不適用 | 不適用 |

| 政党   | 政党   | 候选人    | 票数     | %      | ±      |
| ------ | ------ | --------- | -------- | ------ | ------ |
|        | 獨立   | ①. 湛家雄 | 自動當選 | /      | /      |
| 多数票 | 多数票 | 多数票    | 不適用‬   | 不適用 | 不適用 |

| 政党   | 政党   | 候选人 | 票数 | %     | ±      |
| ------ | ------ | ------ | ---- | ----- | ------ |
|        | 獨立   | 湛家雄 | 906  | 66.86 | 新選區 |
|        | 民建聯 | 李月民 | 449  | 33.14 | 新選區 |
| 多数票 | 多数票 | 多数票 | 457  | 33.72 | 新選區 |